# Гамбург-Осдорф
Осдорф (нім. Osdorf) — частина району Альтона вільного та ганзейського міста Гамбург. У 1927 році колишнє самостійне поселення Осдорф увійшло до складу міста Альтона. У 1938 році, за часів нацистської Німеччини, після прийняття «Закону Великого Гамбурга» (нім. Groß-Hamburg-Gesetz) Осдорф (у складі Альтони) був об’єднан з Гамбургом.